# Số dư Nitơ
Số dư Nitơ là hiệu số của phép đo lường lượng nitơ đi vào trừ cho lượng nitơ đi ra.

Số dư Nitơ = Nitơ đưa vào - Nitơ mất đi
Để ước lượng số dư này, người ta có thể dùng chỉ số BUN (Blood urea nitrogen, nồng độ urê máu tính theo phần nitơ) hay nống độ urê trong nước tiểu.
Một giá trị số dư dương thường được tìm thấy ở trong các giai đoạn phát triển, suy giáp, hồi phục mô hay mang thai. Điều này nghĩa là lượng nitơ được hấp thu vào cơ thể lớn hơn lượng nitơ mất đi, do đó tăng tổng trữ lượng protein cơ thể.
Một giá trị âm có thể liên quan đến các vết bỏng, sốt, cường giáp, các bệnh suy nhược (? - wasting diseases) và các thương tổn nghiêm trọng khác hay trong các thời kì nhịn ăn. Điều này có nghĩa là lượng nitơ thải ra từ cơ thể lớn hơn lượng nitơ ăn vào. Một số dư nitơ âm có thể được dùng như một phần của một đánh giá suy dinh dưỡng lâm sàng.